# Rosalba Neri
Pour les articles homonymes, voir Neri.
Rosalba Neri, née le 19 juin 1939 à Forlì, dans la province de Forlì-Césène en Émilie-Romagne, est une actrice italienne, qui a tourné dans un grand nombre de films en Italie et en Espagne, entre 1958 et 1976.

## Biographie

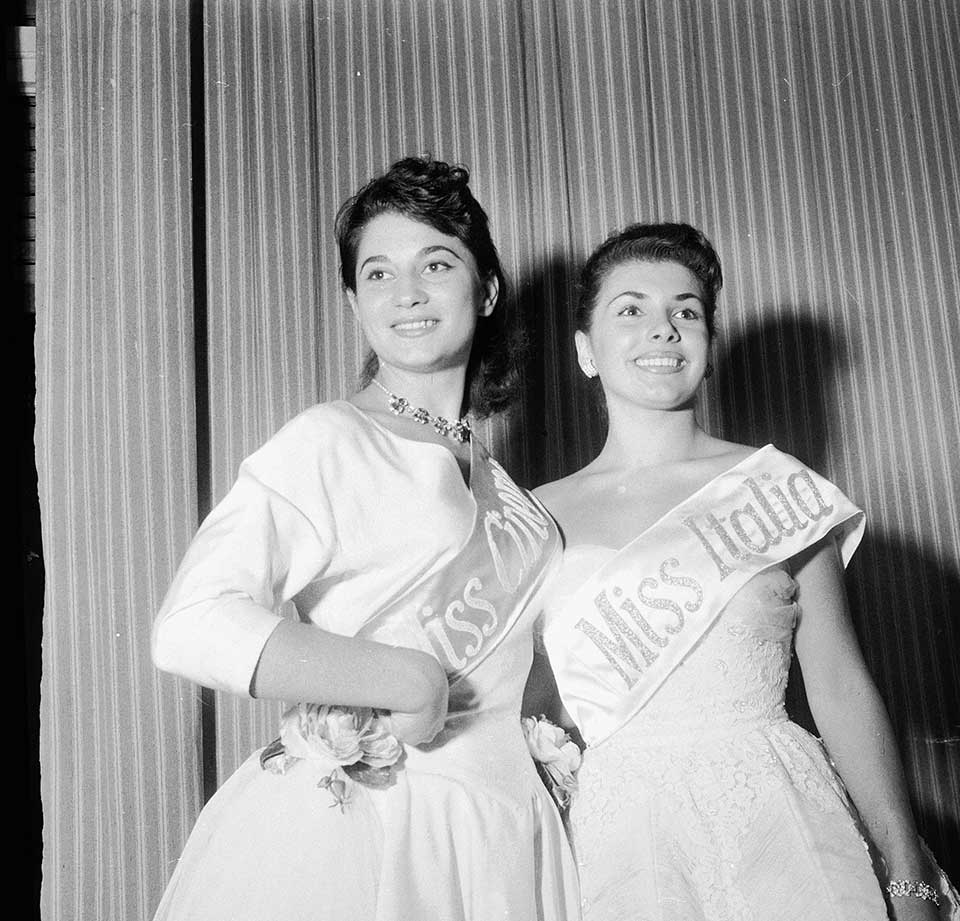
Rosalba Neri et Nives Zegna au concours de Miss Italie en 1956.

Neri a obtenu son diplôme d'actrice au Centro sperimentale di cinematografia en 1959. Elle a également reçu une offre pour suivre les cours de l'Actors Studio aux États-Unis, mais n'a pas accepté,. Elle avait déjà commencé sa carrière cinématographique à 19 ans avec un petit rôle dans la comédie Épouses dangereuses de Luigi Comencini (1958). Suivirent le drame primé de Roberto Rossellini, Les Évadés de la nuit (1960), et un grand nombre de films de genre, comme l'adaptation des aventures d'un médecin de la cour de l'Égypte ancienne avec La Vallée des pharaons (1960). La plupart du temps, elle joue le rôle d'une dame débauchée, d'une reine malfaisante ou d'une crapule, elle apparaît dans plusieurs péplums et, à partir du milieu des années 1960, dans plusieurs films d'espionnage, mais aussi dans des westerns spaghetti. À partir de la fin des années 1960, alors qu'elle intensifie son travail cinématographique, Neri accepte également des rôles dans quelques gialli et, de plus en plus, dans des films d'épouvante et érotiques, avec des scènes parfois coquines. Elle a joué dans Les Brûlantes (1969) de Jesús Franco, l'un des premiers films de women in prison, et dans Top Sensation (1969), aux côtés d'Edwige Fenech. On peut voir Neri sur certaines couvertures de magazines tels que Playmen ou Io.
Au milieu des années 1970, après son mariage avec le producteur de deux de ses œuvres, Harry Cusher, elle se retire progressivement du monde du cinéma et se consacre davantage à sa famille. Pour certains films, elle a utilisé le pseudonyme de Sara Bey ou Sara Bay. Dans plusieurs interviews parues dans les éditions DVD de ses films, elle s'est exprimée sur sa carrière.
Dans diverses bases de données en ligne, les films d'une autre actrice italienne portant un nom semblable lui sont également attribués : Rosalina Neri.

## Filmographie

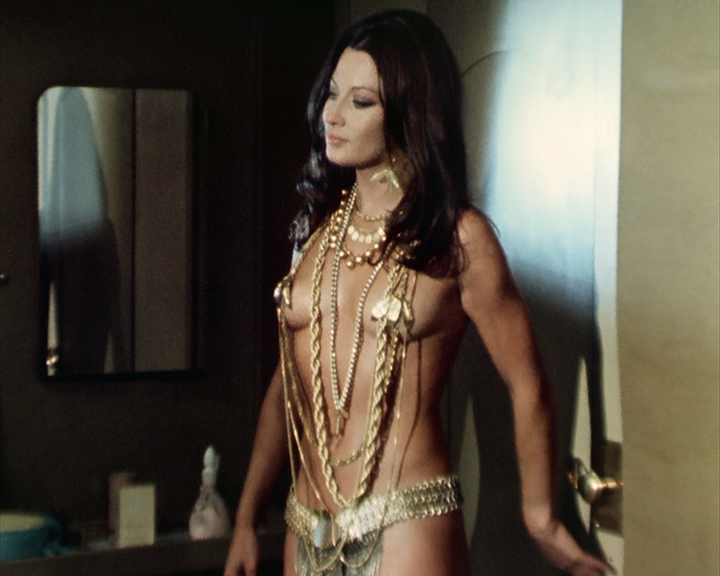
Rosalba Neri dans Top Sensation (1969).

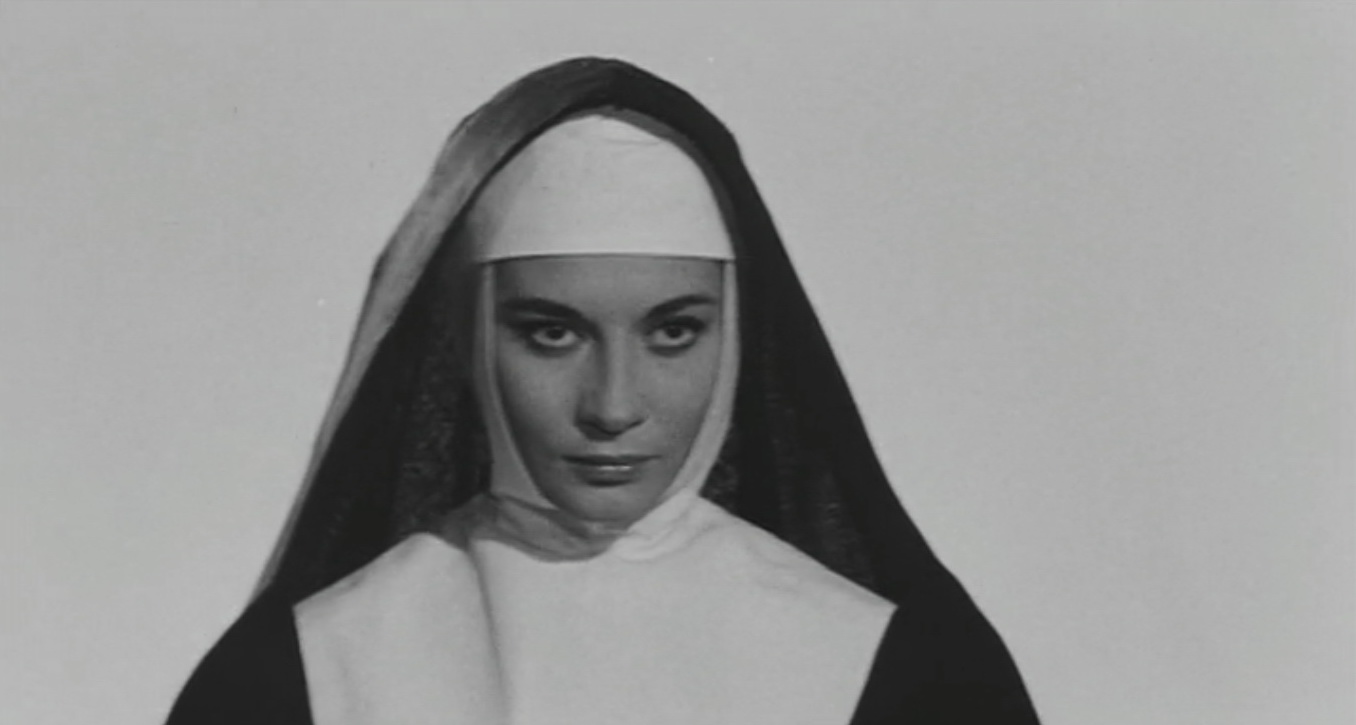
Rosalba Neri dans Cadavere per signora (1964).

- 1958 : Épouses dangereuses (Mogli pericolose), de Luigi Comencini : Angelina

### Années 1960
- 1960 : Les Évadés de la nuit (Era notte a Roma), de Roberto Rossellini : Erika Almagia
- 1960 : Esther et le Roi (Esther and the King), de Raoul Walsh : Keresh
- 1960 : La Vallée des pharaons (Il sepolcro dei re), de Fernando Cerchio : Meris
- 1960 : Il corazziere (it), de Camillo Mastrocinque : Giovana
- 1961 : L'Épave (Il relitto), de Giovanni Paolucci : la fille dans la discothèque 'Le Colonne'
- 1961 : Totò, Peppino et la Douceur de vivre (Totò, Peppino e… la dolce vita), de Sergio Corbucci : Magda
- 1961 : Minima Bikini (Vacanze alla baia d'argento), de Filippo Walter Ratti : Santuzza
- 1961 : Défense d'y toucher (La ragazza di mille mesi), de Stefano Vanzina :
- 1961 : Le Cid (El Cid), d'Anthony Mann : fille de harem
- 1961 : Les femmes accusent (Le italiane e l'amore) : la secrétaire (segment "L'infedeltà coniugale" de Marco Ferreri)
- 1962 : Il sangue e la sfida, de Nick Nostro :
- 1962 : Deux de la légion (I due della legione straniera), de Lucio Fulci :
- 1962 : Le Cheik rouge (Lo sceicco rosso), de Fernando Cerchio : Hammel
- 1963 : Le Péché (Noche de verano), de Jorge Grau : Rosa
- 1963 : Un drôle de type (Uno strano tipo), de Lucio Fulci : Marina
- 1963 : La ballata dei mariti, de Fabrizio Taglioni : première auto-stoppeuse
- 1963 : Hercule contre Moloch (Ercole contro Moloch), de Giorgio Ferroni : la reine Demeter
- 1964 : Samson contre le corsaire noir (Sansone contro il corsaro nero), de Luigi Capuano : Rosita
- 1964 : La Terreur des gladiateurs, de Giorgio Ferroni : Virginia
- 1964 : Hélène, reine de Troie (Il leone di Tebe), de Giorgio Ferroni : Nais, l'épouse de Ramsès
- 1964 : Vainqueur du désert (Il dominatore del deserto), de Tanio Boccia : Fatima
- 1964 : Cadavere per signora, de Mario Mattoli : Giovanna
- 1964 : Maciste et les Filles de la vallée (La valle dell'eco tonante), de Tanio Boccia : Ramhis
- 1964 : Ursus l'invincible (Gli invincibili tre), de Gianfranco Parolini : Demora
- 1964 : Angélique Marquise des Anges, de Bernard Borderie : la Polak
- 1965 : Kindar, prince du désert (Kindar l'invulnerabile), d'Osvaldo Civirani : Kyra
- 1965 : Merveilleuse Angélique, de Bernard Borderie : la Polak
- 1965 : Meurtre à l'italienne (Io uccido, tu uccidi), de Gianni Puccini : Santuzza (segment Cavalleria rustiacana)
- 1965 : Les Grands Chefs (I grandi condottieri), de Marcello Baldi et Francisco Pérez-Dolz : Dalila
- 1965 : Deux Mafiosi contre Goldginger, de Giorgio Simonelli : agent 0024, la "Goldengirl"
- 1965 : Super 7 appelle le Sphinx (Superseven chiama Cairo), d'Umberto Lenzi : Faddja
- 1966 : Espionnage à Capetown (Upperseven, l'uomo da uccidere), d'Alberto De Martino : Pauline
- 1966 : L'agent Gordon se déchaîne (Password: Uccidete agente Gordon), de Sergio Grieco : Amalia
- 1966 : Dynamite Jim, d'Alfonso Balcázar : Margaret
- 1966 : Johnny Yuma, de Romolo Guerrieri : Samantha Felton
- 1966 : Arizona Colt, de Michele Lupo : Dolores
- 1967 : Johnny Texas (Wanted Johnny Texas), d'Emimmo Salvi : Rosita
- 1967 : Opération Re Mida (Lucky, el intrépido), de Jesús Franco : Yaka
- 1967 : Typhon sur Hambourg (Con la muerte a la espalda), d'Alfonso Balcázar : Silvana
- 1967 : Feuer frei auf Frankie, de José Antonio de la Loma : Elena
- 1967 : Furie au Missouri (I giorni della violenza), d'Alfonso Brescia : Lizzy
- 1967 : Steve, à toi de crever (L'uomo del colpo perfetto), d'Aldo Florio : Margot
- 1968 : Qui a tué Fanny Hand? (Killer, adios), de Primo Zeglio : Fanny Endes
- 1968 : Ringo ne devait pas mourir (I lunghi giorni dell'odio), de Gianfranco Baldanello : Jenny Benson
- 1968 : Typhon sur Hambourg (Con la muerte a la espalda) de Alfonso Balcázar.
- 1968 : L'Évadé de Yuma (Vivo per la tua morte), de Camillo Bazzoni : Incarnacion
- 1968 : Pas de roses pour OSS 117 (Niente rose per OSS 117), de Renzo Cerrato et Jean-Pierre Desagnat : Conchita Esteban
- 1968 : Sonora, d'Alfonso Balcázar : une passagère
- 1969 : Les Brûlantes (99 mujeres) de Jesús Franco : Zoe

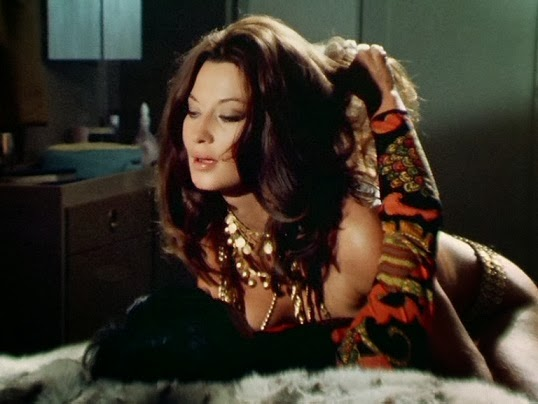
Scène de sexe avec Maud de Belleroche dans Top Sensation (1969).

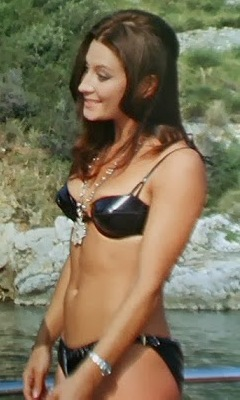
Dans Top Sensation (1969.

- 1969 : Top Sensation de Ottavio Alessi : Paula
- 1969 : Justine ou les Infortunes de la vertu (Marquis de Sade's Justine) de Jesús Franco : Florette
- 1969 : Le Château de Fu Manchu (Die Folterkammer des Dr. Fu Man Chu), de Jesús Franco : Lisa
- 1969 : Barbagia, de Carlo Lizzani : la fille dans la fête
- 1969 : El Puro, la rançon est pour toi (La taglia è tua… l'uomo l'ammazzo io), d'Edoardo Mulargia : Rosie

### Années 1970
- 1970 : Suzanne joue de la trompette (de) (Frau Wirtin bläst auch gern Trompete), de Franz Antel : Leontina
- 1970 : Arizona se déchaîne (Arizona si scatenò… e li fece fuori tutti), de Sergio Martino : Paloma
- 1971 : La Clinique sanglante (La bestia uccide a sangue freddo), de Fernando Di Leo : Anne Palmieri
- 1971 : Mio padre monsignore (it), d'Antonio Racioppi : Bianca
- 1971 : Le Jour du jugement (Il giorno del giudizio), de Mario Gariazzo : "Rising Sun"
- 1971 : Deux Mâles pour Alexa (Fieras sin jaula), de Juan Logar : Alexa
- 1971 : Lady Frankenstein, cette obsédée sexuelle (La figlia di Frankenstein), de Mel Welles : Tania von Frankenstein (sous le pseudo de Sara Bay)
- 1971 : L'amante del demonio, de Paolo Lombardo : Helga
- 1971 : Cinq pour l'or de Los Quadros (Monta in sella, figlio di…!), de Tonino Ricci : Agnes
- 1972 : La Grosse Affaire (Colpo grosso... grossissimo... anzi probabile), de Tonino Ricci : la femme de Pierre
- 1972 : Gare-toi Gringo v'la Sabata ! (Attento gringo, è tornato Sabata) d'Alfonso Balcázar : la fille
- 1972 : Il sorriso della iena, de Silvio Amadio : Gianna
- 1972 : À la recherche du plaisir (Alla ricerca del piacere) de Silvio Amadio : Eleanora Stuart
- 1972 : Meurtre dans la 17e avenue (Casa d'appuntamento) de Ferdinando Merighi : Marianne
- 1972 : Les Plaisirs charnels du nouveau Décaméron 300 (Decameron '300), de Renato Savino
- 1972 : Meo Patacca (it), de Marcello Ciorciolini : la princesse
- 1972 : Il prode Anselmo e il suo scudiero, de Bruno Corbucci : la sœur de Laura
- 1973 : La muerte incierta, de José Ramón Larraz : Shaheen
- 1973 : Lo chiamavano Tresette... giocava sempre col morto, de Giuliano Carnimeo : Miss Concettina Pappalardo
- 1973 : Crescete e moltiplicatevi, de Giulio Petroni : une religieuse
- 1973 : Les Vierges de la pleine lune (Il plenilunio delle vergini), de Luigi Batzella : la comtesse Dolingen de Vries
- 1973 : Sentivano… uno strano, eccitante, pericoloso puzzo di dollari, d'Italo Alfaro : Maria Costello
- 1973 : Les Contes de Viterbury (I racconti di Viterbury), de Mario Caiano : Bona
- 1973 : Primo tango a Roma, d'Enzo Gicca Palli
- 1973 : Big Guns : Les Grands Fusils (Tony Arzenta), de Duccio Tessari : Signora Cutitta
- 1973 : Confessioni segrete di un convento di clausura, de Luigi Batzella : Madonna Lisa
- 1973 : La casa della paura, de William L. Rose : Alicia Songbird
- 1974 : Cugini carnali, de Sergio Martino : Altamare (sous le pseudo de Sara Bay)
- 1974 : La Révolte des gladiatrices (The Arena), de Steve Carver et Joe D'Amato : Cornelia (sous le pseudo de Sara Bay)
- 1974 : Lo strano ricatto di una ragazza per bene, de Luigi Batzella : Stella
- 1974 : Dieci bianchi uccisi da un piccolo indiano, de Gianfranco Baldanello : Katherine
- 1975 : Liberté, mon amour (Libera, amore mio), de Mauro Bolognini : Wanda, l'épouse de Testa
- 1976 : Il pomicione, de Roberto Bianchi Montero : Liliana

### Années 1980
- 1985 : Olga e i suoi figli (it) (feuilleton TV)

## Émissions télévisées
- 1965 : Za-bum n.2 (it)